# Gumville
Gumville es un área no incorporada ubicada del Condado de Berkeley en el estado estadounidense de Carolina del Sur.Se encuentra aproximadamente a 2 millas al oeste de Jamestown de la Ruta 17A. Gumville se hizo famoso como el lugar de nacimiento de L. Mendel Rivers, el viejo representante del distrito 1 del Congreso de Carolina del Sur. Cuando se le consultó acerca de donde había nacido por los reporteros, Ríos contestaba "Yo soy de Gumville". Está cerca del Pantano Hell Hole.